# Культурный поворот
Культурный поворот — это изменения, произошедшие в начале 1970-х годов в гуманитарных и социальных науках, в ходе которых культура оказалась в центре современных дискуссий; понятие культурного поворота также описывает сдвиг от позитивистской эпистемологии в сторону смысла. Согласно Линетт Спиллмен и Марку Д. Джейкобсу (2005), культурный поворот является одной из основных тенденций в гуманитарных и общественных науках в последнее время. По другой характеристике, культурный поворот включил в себя «огромное количество новых теоретических импульсов из областей, ранее лишь косвенно относимые к социальным наукам», в особенности из постструктурализма, культурных исследований, литературной критики и различных форм лингвистического анализа, которые подчёркивали «причинную и социально конститутивную роль культурных процессов и систем сигнификации».

## Общая характеристика
Культурный поворот в конце XX века можно отнести либо к социальным изменениям, либо к изменению научного подхода в рамках академического знания. Согласно первому взгляду, в развитых обществах культура играет более значимую роль, что соответствует понятию постсовременности (постмодерну) как исторической эпохи, в которой «подчеркивается важность искусства и культуры для образования, морального развития, социальной критики и изменений». Согласно второму подходу, культурный поворот относится к изменениям в академических кругах, в ходе которых учёные помещают культуру и такие связанные с ним понятия, как смысл, познание, эмоции и символы в центр методологических и теоретических исследований. Некоторые утверждают, что изменения в академическом знании в сущности являются частью социальных изменений.
Культура определяется как «социальный процесс, посредством которого люди обмениваются смыслами, делают свой мир осмысленным, выстраивают идентичности и определяют свои убеждения и ценности». Или, согласно Георгу Зиммелю, культура относится к «формированию человека посредством внешних форм, которые были объективированы в ходе истории». Таким образом, культура интерпретируется довольно широко: от чисто индивидуалистического солипсизма до объективных форм общественной организации и взаимодействия.
В 1980-е годы культурный поворот привёл к настоящему «взрыву» различных форм «культурных исследований», «политики идентичности» и «мультикультурализму», что было ответом на изменения в структуре капитализма и в экономических, социальных и политических институтах.

## Изменения в академическом знании
Одна из первых работ, где встречается термин «культурный поворот», — статья Джеффри Александера «Новое теоретическое движение» в энциклопедическом справочнике по социологии Нила Смелзера (1988). Ещё до появления названия, в 1970-х годах появились основополагающие работы, способствующие и облегчающие поворот к культурным формам анализа: «Метаистория: историческое воображение в Европе XIX века» Хейдена Уайта (1973), «Интерпретация культур» Клиффорда Гирца (1973), «Надзирать и наказывать» Мишеля Фуко (1975), и «Набросок теории практики» Пьера Бурдьё (1972).
Ранее в XX веке произошёл лингвистический поворот, возникший на основе работ Людвига Витгенштейна и Фердинанда де Соссюра, чьи критические идеи вбирает и развивает культурный поворот. Культурный поворот помог культурным исследованиям получить академический статус. Как утверждает британский историк Хизер Джонс, культурный поворот способствовал активному изучению Первой мировой войны. Ученые задались совершенно новыми вопросами о военной оккупации, радикализации политики, расах и мужском теле.

## Социальные изменения
Культурный поворот можно рассматривать как исторический период, который означает отказ от прошлого и лишь косвенно связан с культурным поворотом в науке. С этой точки зрения,

Сама область культуры расширилась, соседствуя теперь с рыночным обществом таким образом, что культура больше не ограничена ранними, традиционными или экспериментальными формами, а повсеместно потребляется в повседневной жизни, в шоппинге, в профессиональной деятельности, в различных, часто телевизионных формах досуга, в производстве для рынка и в потреблении продуктов рынка, фактически в самых потаённых уголках повседневности. Социальное пространство сегодня полностью заполнено образом культуры.
После политизированных 1960-х годов возникли такие формы СМИ, как реклама, любительская фотография, жёлтая пресса и другие. Кроме того, СМИ стали мультикультурными, начали затрагивать все расы, этносы и возрастные группы, в противоположность более узко направленным СМИ, существовавшим ранее. Эти «новые медиа» постмодернистской Америки вызвали экспансию и дифференциацию культуры, которая стремительно расширилась через Интернет и социальные медиа.